# Montsent
Montsent lub Montsent de Pallars – szczyt w Pirenejach. Leży w Hiszpanii, w prowincji Lleida, przy granicy z Francją. Należy do Pirenejów Wschodnich.